# Gereformeerde kerk (Gameren)
De Gereformeerde kerk is een kerkgebouw te Gameren, gelegen aan Ouwelsestraat 8.
Het kerkgebouw, dat oogt als een boerenschuur doch voorzien van een bescheiden ingangsportaal, werd gebouwd in 1887. Oorspronkelijk in gebruik als Gereformeerd kerkgebouw, kwam het uiteindelijk aan de Gereformeerde Kerken vrijgemaakt.
In de kerk bevindt zich een orgel van 1754, vervaardigd door Jacob François Moreau voor de Presbyteriaanse gemeente te Rotterdam. Van 1879-1920 stond het in de Christelijk gereformeerde kerk te Gorinchem en daarna in Gameren. Dit orgel is geklasseerd als Rijksmonument.